# Reinold Vallinga
Reinold Vallinga (Duffel, 16 mei 1962) is een Vlaams auteur. Hij debuteerde in 1999 met Naxus, het ultieme. Zijn vijfde roman, de psychologische thriller Angel Falls (uitgever Van Halewyck) werd opgenomen in "de zomer van het spannende boek".
Sinds 2006 is Vallinga de scenarioschrijver van de jaarlijkse fandag van misdaadserie Witse: een speurtocht waarbij zo'n 15.000 fans in Halle Witse helpen een zogenaamde moord op te lossen. 
In 2009 was er veel ophef over het ongewone levensverhaal van de gewezen basketballer Marc Serneels (Ketting Reactie).
In 2011 kwam zijn roman over Svetlana Bolshakova uit.